# 岡村秀人
岡村 秀人（おかむら ひでと、1953年〈昭和28年〉4月13日 - ）は、日本の政治家。愛知県大府市長（3期）。

## 来歴
三重県津市出身。1978年（昭和53年）3月、京都大学法学部卒業。同年4月、愛知県庁に入庁。1997年（平成9年）4月、大府市役所に派遣され企画部企画調整監に就任。この時の上司だったのが、2016年まで大府市長を務めた久野孝保だった。久野は2003年（平成15年）に市役所を退職し、2004年（平成16年）4月の大府市長選挙で当選。岡村は6月3日に愛知県庁を退職し、あくる6月4日に大府市の助役に就任した。2007年（平成19年）4月1日、大府市副市長に就任。
2015年（平成27年）11月20日、久野は翌年に予定されている市長選に出馬せず、引退する意向を表明。 2016年（平成28年）1月8日、岡村は記者会見で「久野市政を継承したい」と述べ、市長選出馬の意向を表明した。
同年3月27日に行われた市長選挙に、自由民主党・民主党・公明党の市議らの支援を受けて無所属で出馬。日本共産党の推薦を受けた元市議の山口広文を破り初当選した。投票率は37.68％だった。4月13日、市長に就任。
2020年（令和2年）、無投票により再選。
2024年（令和6年）3月17日に告示された市長選挙には岡村以外に立候補届がなく、24日の投開票を待たずして3選が決定した。

## 市政

### 新型コロナウイルス対策
2020年（令和2年）4月23日、新型コロナウイルス感染症対策への財源を確保するため、10億円規模の「市新型コロナウイルス感染症対策基金」を創設すると発表した。財政調整金を10億円繰り入れるほか、同6月から2021年（令和3年）3月まで自身の給与を20%、山内健次副市長と教育長の給与を10%をカットし、財源に入れる。
同年5月7日、新型コロナウイルス対策として国が1人10万円を支給する特別定額給付金に関連して、国の基準日翌日の4月28日以降に生まれた子どもを対象に、1人10万円の「臨時特別出産祝い金」を市独自に支給すると発表した。市内で生まれる子供は年900人ほどとされ、市は、新設予定のコロナ対策基金から関連の9千万円を支出する。
同年6月16日、新型コロナウイルス対策として、国の国内投資促進事業費補助金に市独自で上乗せをし、条件次第では企業が負担なしで工場建設できる補助制度を始めた。上乗せ補助は東海三県で初めて。市内で建設する工場の建物取得費、設備費、システム購入費を補助する。補助率は25％以内で、国が最大75％補助する制度と合わせると、企業負担がゼロとなる場合もある。

### その他
- 2023年（令和5年）7月1日、性的少数者（LGBTなど）のカップルを婚姻相当とし、加えて同一生計の子や親をファミリーとして宣誓することを可能とする「パートナーシップ・ファミリーシップ宣誓制度」を導入した[14]。
- 2024年（令和6年）1月、中学生の給食費無償化を実施した[15]。